# Биометрия
Биометрията комбинира методи за уникалното разпознаване на хората, базирано на присъщите им физически или поведенчески черти. В информационните технологии в частност биометрията се използва за идентифициране на хората като контрол за достъп. Биометрията се използва също за следене на индивиди, които са под полицейско наблюдение.
Биометричните характеристики могат да бъдат разделени на две основни групи:
- Физиологически – това са характеристики, свързани с тялото. Примери за това са пръстовите отпечатъци, разпознаване на формата на лицето, ДНК, геометрията на дланта, разпознаване на ириса (което заменя в голяма степен сканирането на ретината)
- Поведенчески – това са характеристики, свързани с поведението на човек. Примери за тези са гласовото разпознаване, ритъмът на писане и походката

Гласът строго погледнато е част от физиологическите характеристики, тъй като всеки човек има различна гласова система, но гласовото разпознаване се базира на начина, по който човек говори, който се класифицира като поведенческа характеристика.

## Въведение
Дадена характеристика може да се използва за биометрична ако отговаря на следните условия:
- Универсалност – всеки човек притежава дадената характеристика
- Уникалност – колко добре дадена характеристика разделя отделните индивиди
- Постоянност – измерва колко добре дадена биометрична характеристика се държи през времето (дали има промени при състаряване на индивида и т.н.)
- Събираемост – колко лесно се измерва
- Работоспособност – точност, скорост и издръжливост на използваната технология
- Приемливост – доколко използваната технология се приема

Биометричните системи работят в следните два режима:
- Проверка – директна проверка дали събраните биометрични данни съответстват на шаблон за да се установи дали индивида е този за който се представя. Използва се заедно с карта, идентификационен код или потребителско име (може и комбинация)
- Идентификация – сравнява събранните данни за съответствие в дадена база от биометрични данни за да установи самоличността на неизвестен индивид. Идентификацията за осъществява при намиране на пълно съответствие в базата от данни

Първия път когато индивид използва биометричната система се нарича въвеждане. По време на този процес се записват биометричните данни на индивида в системата. При следващи използвания на системата, събраните данни се сравняват със събраните данни по време на процеса на въвеждане. От критична важност е приемането и съхранението на данни в тези системи да бъдат сигурни и здрави. Първият блок (сензорът) служи като интерфейс между системата и външния свят. Той трябва да осигури необходимите данни. В повечето случаи това е изображение, но се променя в зависимост от биометричните данни, които се събират. Втория блок от схемата осигурява предварителната подготовка на данните – трябва да премахне артефакти от сензора, да подобри въвежданите данни (например премахване на шума от изображението), да прави някакъв тип нормализация и др. В третия блок се събират нужните данни за сравняващия алгоритъм. Те трябва да се извлекат по оптимален начин. Създава се шаблон чрез вектор от числа или изображение със строго определни свойства. Елементите които не се използват от алгоритъма за сравнение се изтриват.

## Критерии за качество на работа
Има няколко критерия, които определят качеството на работа на биометричните системи:
- Стойност на грешно приемане (false accept rate или false match rate – FAR, FMR) – това е възможността на системата грешно да съпостави приетите данни с шаблон от базата от данни. Измерва процентите на грешните данни, които са приети за верни.
- Стойност на грешното отхвърляне (false reject rate или false non-match rate – FRR, FNRM) – възможността на системата да не засече съответствие. Измерва процентите на грешно отхвърлените въвеждания.
- Относителна оперативна характеристика (relative operating characteristic – ROC) – Това е характеристика, която измерва отношението между FAR и FRR. Алгоритъмът за съвпадение прави своите решения според предварително зададен праг на съвпадение. Този праг измерва колко близки трябва да са въведените данни до темплейта за да бъдат приети като верни. В зависимост от това дали прагът е много висок или много нисък се променят и процентите на FAR и FRR.
- Еднакъв процент на грешки (equal error rate – EER) – процента, който грешните приемания и грешните отхвърляния са еднакви. Стойността на EER може да се види от кривата ROC. Устройствата с нисък EER са най-точни.
- Грешка при създаване на темплейт (failure to enroll rate – FER) – честотата на грешките при създаване на темплейт.
- Капацитет на темплейтите – колко темплейта могат да се съхранят в системата.

|  | Тази страница частично или изцяло представлява превод на страницата Biometrics в Уикипедия на английски. Оригиналният текст, както и този превод, са защитени от Лиценза „Криейтив Комънс – Признание – Споделяне на споделеното“, а за съдържание, създадено преди юни 2009 година – от Лиценза за свободна документация на ГНУ. Прегледайте историята на редакциите на оригиналната страница, както и на преводната страница, за да видите списъка на съавторите. ВАЖНО: Този шаблон се отнася единствено до авторските права върху съдържанието на статията. Добавянето му не отменя изискването да се посочват конкретни източници на твърденията, които да бъдат благонадеждни. |